# Bon Cop Bad Cop 2
Bon Cop Bad Cop 2 é un film canadese del 2017 diretto da Alain DesRoches. É il sequel di Doppia indagine del 2006.

## Trama
L'agente della polizia giudiziaria francofona David Bouchard e l'agente della polizia dell'Ontario Martin Ward si riuniscono per indagare su una rete di furti organizzati da un criminale italiano.